# 文卡塔吉里
文卡塔吉里（Venkatagiri），是印度安得拉邦Nellore县的一个城镇。总人口31342（2001年）。

## 人口
该地2001年总人口31342人，其中男性15632人，女性15710人；0—6岁人口3413人，其中男1755人，女1658人；识字率64.65%，其中男性为73.20%，女性为56.15%。